# Brandi Russell
Brandon Michelle Russell (Kentucky, 31 mei 1982) is een Amerikaanse zangeres, actrice en danseres.

## Levensloop

### Opleiding en werk
Russell werd geboren in Kentucky maar groeide op in Florida waar zij haar middelbare school volgde aan de B.T. Washington High School in Pensacola. Zij studeerde zang en dans en trad op als soliste met de Pensacola Children's Chorus. Na het behalen van haar eindexamen studeerde zij muziektheater aan de University of Central Florida. Tijdens haar studie ging zij werken voor Universal Studios in Orlando in de musicalproductie Beetlejuice's Rock and Roll Graveyard Revue en Double Date en na haar studie trad ze ook op voor Universal Studios in Japan in de show California Girls. Ook was ze te zien in Busch Gardens en Walt Disney World. In Walt Disney World speelde ze diverse rollen in daar opgevoerde musicals als Tarzan Rocks! en American Vybe en was lid geworden van Actors Equity Association, de Amerikaanse professionele toneelspelersvakbond. Tevens werkte ze mee aan diverse theaterproducties waaronder Anything Goes, Grease en Little Shop of Horrors. Zij heeft ook bij de Holland America Cruise Line als zangeres en danseres gewerkt. In 2010 speelde ze de hoofdrol in de Camazotz-Show tijdens het festival Halloween Fright Nights in Walibi Holland.

### Docentschap en bekendheid
Sinds enige jaren woont Russell in Nederland waar zij werkt als docent zang, toneel, muziektheater en tapdans bij de Rockademy Leiden en Faust Theater School in Almere. Ook geeft zij zang- en danslessen bij Musical Theater Bavaria musicalzomercamp in Oberaudorf in Duitsland. Zij heeft ook in twee coverbands gezongen, Mamas Cherries en Hij & Hullie, finalist van 2007 Clash of the Coverbands. In 2008 verkreeg zij landelijke bekendheid door haar deelname aan het televisieprogramma Popstars. Samen met de twee andere winnaars, Steffie Zoontjes en Deon Leon werd de gelegenheidsformatie RED! gevormd die een plaat uit zou brengen bij Warner Music Benelux. De resulterende "Step Into the Light" kwam in december 2008 binnen op de eerste plaats. In januari 2010 besloot Russell verder te gaan als solist en kreeg een contract bij Diesel Joy Records.
In 2011 werd bekend dat haar single "Leather & Lace" een van de themanummers was van de Stockholm Pride, een Zweeds homo-evenement. Ze mocht ook optreden bij de openingsceremonie begin augustus 2011. In Zweden treedt ze op onder de naam "Miss Brandi Russell". In de zomer van 2012 kwam haar nieuwe single, "I'm Gay" uit.

### Privéleven
Russell woonde samen met haar vriend in Almere; in 2012 werd hun bruiloft echter afgeblazen. Kort erna kreeg ze een nieuwe relatie met de acteur Max Himmelreich met wie ze op 22 januari 2013 trouwde. Uit een eerder huwelijk heeft ze een dochter.

## Theater
- Musical Watermensen[10]
- Zangshow Fly around the world i.s.m. pianist Kees van Zantwijk
- Theaterstuk "Vagina Monologues" hoofdrol Theater Winterhaven
- Musical "Little Shop of Horrors" hoofdrol  "Audrey" Theater Winterhaven
- Musical "Grease!" hoofdrol "Frenchy" Orlando, FL
- Musical "Anything Goes" hoofdrol "Reno Sweeney"
- World Premiere Musical "Meat Street" hoofdrol "Flo Manfred" CBC Entertainment

## Discografie

### MetRED!

#### Singles
| Single met eventuele hitnotering(en) in de Nederlandse Top 40 | Datum van verschijnen | Datum van binnenkomst | Hoogste positie | Aantal weken | Opmerkingen              |
| ------------------------------------------------------------- | --------------------- | --------------------- | --------------- | ------------ | ------------------------ |
| Step Into The Light                                           | 19-12-2008            | 27-12-2008            | tip2            | -            | #1 in de Single Top 100  |
| Guilty                                                        | 01-05-2009            | -                     | -               | -            |                          |
| Conga                                                         | 11-07-2009            | -                     | -               | -            | #42 in de Single Top 100 |

### Solo

#### Albums
| Album met eventuele hitnotering(en) in de Nederlandse Album Top 100 | Datum van verschijnen | Datum van binnenkomst | Hoogste positie | Aantal weken | Opmerkingen |
| ------------------------------------------------------------------- | --------------------- | --------------------- | --------------- | ------------ | ----------- |
| Electronic Porno Pop                                                | 14-05-2012            | -                     | -               | -            |             |

#### Singles
| Single met eventuele hitnotering(en) in de Nederlandse Top 40 | Datum van verschijnen | Datum van binnenkomst | Hoogste positie | Aantal weken | Opmerkingen                      |
| ------------------------------------------------------------- | --------------------- | --------------------- | --------------- | ------------ | -------------------------------- |
| Broken Doll                                                   | -                     | 06-03-2010            | -               | -            | #42 in de Single Top 100         |
| Leather & Lace                                                | -                     | -                     | -               | -            | Themalied van de Stockholm Pride |
| Purple Rain                                                   | 11-05-2012            | -                     | -               | -            | Cover van Purple Rain            |
| I'm Gay                                                       | 21-07-2012            | -                     | -               | -            |                                  |